# Франц Авбељ
Франц Авбељ — Лојко (Трњава, код Домжала, 27. октобар 1914 — Домжале, 24. децембар 1991), учесник Народноослободилачке борбе, друштвено-политички радник СР Словеније и народни херој Југославије.

## Биографија
Рођен је 27. октобра 1914. године у селу Трњави, код Домажала, од оца Антона и мајке Луције Авбељ, рођене Пер. Франц је основну школу завршио у селу Красна, а затим је студирао у Љубљани за грађевинара. Од 1938. до 1939. године служио је војску у Београду, а након одслужења војног рока вратио се у Словенију и радио као грађевинар и постао члан Синдиката грађевинских радника.
Учесник Народноослободилачке борбе је од 1941. године. Најпре је био ангажован на растурању летака и пропагандног материјала, писању парола, сакупљања оружја и вршењу саботажа, нарочито на телефонским линијама. Децембра 1941. је приступио Кримском партизанском батаљону, који ће у јануару 1942. прерасти у Шерцеров батаљон. У априлу 1942. постао је борац-митраљезац Кочевског партизанског батаљона и учествовао у његовим акцијама. Члан Комунистичке партије Југославије (КПЈ) је од 1942. године.
Након усташких напада, 1943. године, Авбељ се са својом јединицом пробијао преко Козјанског, до Штајерске и Горењске, где се придружује Камнишком батаљону, али убрзо потом прелази у Савињски батаљон, где је обављао дужности командира и политичког комесара. У борбама које је овај батаљон водио, јуна 1943. је заузето немачко упориште Летуш. Августа 1943. са својим батаљоном ступа у састав Шландрове бригаде, где постаје командир Треће чете. Потом је био командант батаљона у Четвртој словеначкој ударној бригади „Матија Губец”, командант Нотрањског одреда, до октобра 1944. године, потом кратко,  Губчеве бригаде, а од новембра 1944. до јануара 1945. командант Долењског одреда, када је тешко рањен у главу. У то време деловао је на подручју Требелног, Жужемберка, Требњега, те јужној Штајерској.

### Послератни период
После ослобођења Југославије, 1946. године је демобилисан из Југословенске армије (ЈА) као ратни војни инвалид и обављао је разне друштвено-политичке функције у Крању и Новом Месту, а од 1954. до 1957. године био је председник Народног одбора и председник Општинског одбора Савеза удружења бораца НОР у Домжалама. Био је управник Дома за стара лица у Камнику, као и управник интерната Средње кожарске школе у Домжалама.
Умро је 24. децембра 1991. године у Домжалама.
Носилац је Партизанске споменице 1941. и других југословенских одликовања, међу којима су — два Ордена за храброст, Орден партизанске звезде другог реда, Орден заслуга за народ другог реда, Орден братства и јединства другог реда. Орденом народног хероја одликован је 25. децембра 1952. године.